# Majak
Majak (rusky Маяк) je kombinát pro zpracování radioaktivních materiálů vybudovaný poblíž města Ozjorsk (Озёрск) v Čeljabinské oblasti v bývalém SSSR, dnes v Ruské federaci.
V závodě došlo 29. září 1957 k technogenní havárii s rozsáhlým únikem radioaktivních materiálů do okolí, zejména do řeky Teča (Теча). Havárie vznikla v důsledku tepelné destrukce zásobníku vysoce radioaktivního materiálu (pravděpodobně koncentrátu kobaltnatých solí) v důsledku poškozené chladicí soustavy a materiál proniknul až do vodoteče.

## Historie závodu
Majak byl postaven v letech 1945 až 1948 v rychlosti a v naprosté tajnosti spolu s městem Ozjorsk vězni z pracovního táboru Gulagu, který ležel na místě dnešního Ozjorsku, jako součást sovětského jaderného programu. Závod se tehdy jmenoval Kombinát číslo 817 (Комбинат № 817) (do roku 1967) a město Základna-10 ( База-10). 19. června 1948zde spustili první ruský reaktor A-1 (přezdívaný Annuška (Аннушка), který vyrobil i palivo pro první ruskou atomovou bombu RDS-1.
Během provozu závodu se zde stalo množství havárií a nehod, které značně znečistily okolí. Nejhorší z nich byla havárie v roce 1957 se stupněm vážnosti 6 na 7dílné stupnici jaderných havárií INES.
Před rozpadem SSSR závod zaměstnával přes 25 000 lidí, ale dnes má již pouze okolo 14 000 zaměstnanců.

## Produkty
Majak je jedním z největších ruských podniků na zpracování radioaktivního materiálu – zpracovává materiál z Kolské, Novovoroněžské a Bělojarské atomové elektrárny a z reaktorů ruských atomových ponorek. V důsledku toho je řešení problému radiačního znečištění Čeljabinské oblasti velmi ztíženo.
V závodě Majak se původně vyrábělo a obohacovalo jaderné palivo z uranu pro jaderné elektrárny nebo plutonium pro jaderné hlavice. Dnes se zde vyrábí zejména různé radioizotopy pro lékařské účely a tritium. Také se zde likvidují vyřazené jaderné hlavice a přepracovává jaderný odpad z atomových elektráren k dalšímu použití. Dnes se již v závodě plutonium nevyrábí.

## Znečištění okolí

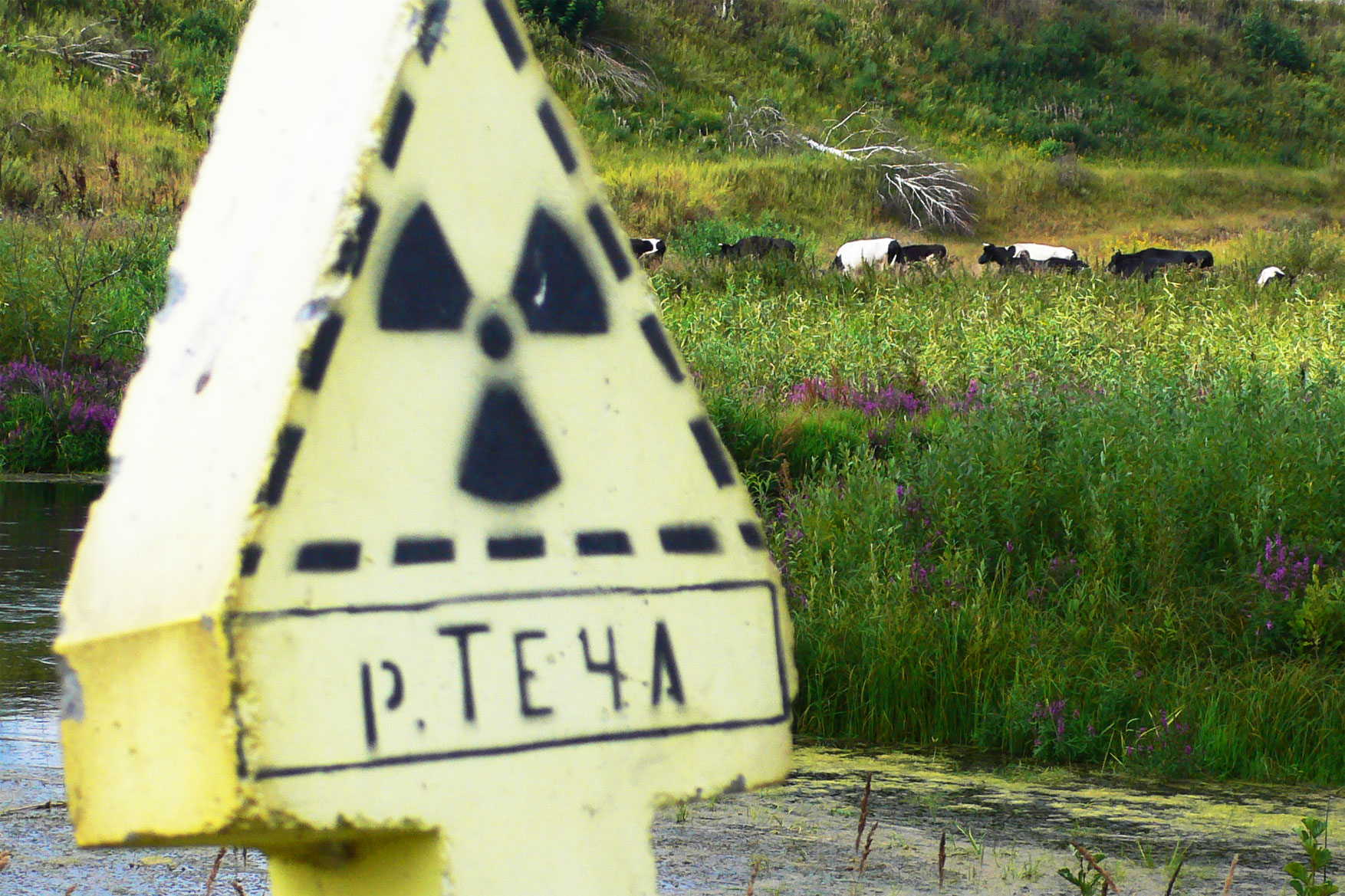
Krávy pasoucí se za varovným označením na břehu řeky Teča

Od roku 1948 odkdy je závod v provozu se zejména v prvních letech vypouštělo hodně radioaktivní odpadní vody, občas přímo využité na chlazení jaderného paliva do místní řeky Teča. Nebezpečný odpad se tak ukládal do půdy na břehu. Obyvatelé byli vystaveni záření a požití radioaktivních izotopů (jako např. 90Sr). Největší znečištění probíhalo během let 1950 a 1951.
Břehy řeky obývalo cca 100 000 lidí. Pro omezení šíření nuklidů byly na řece Teča vybudovány dvě přehradní nádrže – objekt N10 v roce 1956 a objekt N11 v roce 1960. Tyto dvě nádrže spolu s třemi již existujícími obsahují odhadem aktivitu 2×106 Ci. Dnes se vynakládají velké zdroje na jejich likvidaci. Je zajímavým faktem, že nehledě na přítomnost radiační stopy a samotného zpracovatelského podniku je radiační pozadí v Ozersku nižší, než Čeljabinsku, Jekatěrinburgu nebo v Moskvě a pohybuje se v hodnotách kolem 80–100 nSv/hod. Vyšší úroveň vykazuje řeka Teča, kaskáda vodojemů dolů po proudu a břehy v šířce několika kilometrů. Vysvětlením může být vítr, který vane na severoseverovýchod (určující i tvar a směr východouralské radiační stopy), přičemž Ozjorsk a Kyst jsou na západ od závodu a také to, že jsou proti proudu znečištěné řekou Tečou, kde už takové příznivé hodnoty naměřené nebyly.
Do rozšířené kohorty osob sledovaných v rámci vlivu havárie bylo zahrnuto 29 873 osob, narozených před rokem 1950 a v letech 1950–1960 pobývajících na březích řeky Teča. Pro většinu osob zařazených do této kohorty jsou k dispozici údaje o jejich zdravotním stavu a příčinách úmrtí. Ty zahrnují 1842 případů úmrtí na nádorová onemocnění a 61 úmrtí na leukémie.
V souvislosti s touto jadernou katastrofou se uvádí některé chybné údaje. Kyštym je poměrně velké město v této oblasti a Ozerskoe je přilehlé "město" s rekreační zónou. Běhají se tam např. závody na běžkách. V roce 2005 bylo provedeno měření radiace kvalitním dozimetrem ve městě Kyštym i Ozerskoe a výsledná radiace byla velmi nízká, takže vliv havárie na zdraví osob je v samotném městě neznatelný. V Kyštymu je závod na výrobu mědi a měděných fólií.

### Jezero Karačaj
Nechvalně známým příkladem radiací znečištěného jezera je jezero Karačaj využívané od roku 1951 jako odpadní nádrž. Je označováno za nejvíce znečištěné místo na Zemi. Radionuklidů je tam sice mnohem méně než například v Černobylu, kde ale nejsou tak koncentrované na jednom místě. Toto jezero začalo v roce 1961 postupně vysychat a během sucha v roce 1968 se radioaktivní prach rozséval po okolí. Následně bylo asi půl milionu obyvatel ozářeno radiací 5 MCi. Jezero později v letech 1978 až 1986 vyplnili více než desetitisíci dutými betonovými bloky, aby se zabránilo úniku sedimentů. Dnes se jezero postupně zasypává.
V roce 1990 byla radiace v okolí jezera na úrovni 600 rentgenů za hodinu, což je více než smrtelná dávka pro člověka. Jezero Karačaj obsahuje odhadem 120×106 Ci, na teritoriu závodu je disponováno odhadem 109 Ci.

### Havárie z roku 1957

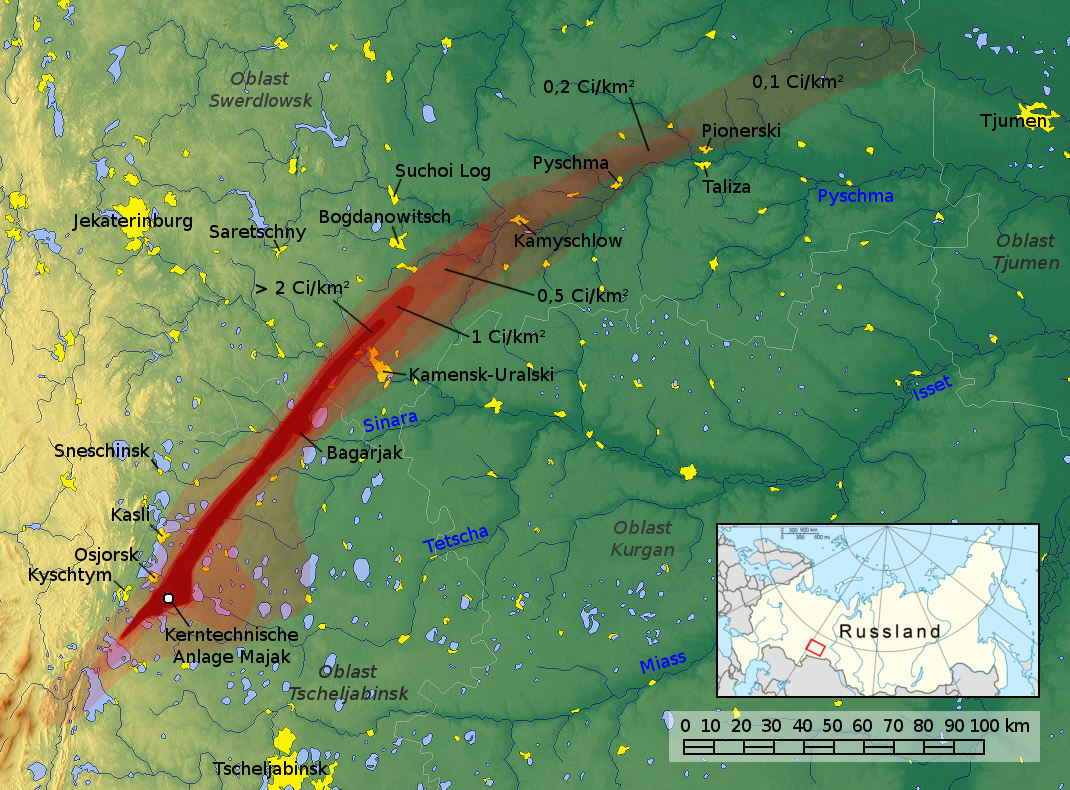
Východouralská radiační stopa

K nejhorší z množství havárií došlo 29. září 1957 v 16:20 místního času, kdy vybuchla nádrž, ve které se skladovala směs acetátů a nitrátů sodných, včetně nitrátů všech možných radionuklidů. K výbuchu došlo následkem odpaření chladicí vody, bez které se nádrž zahřála na 350 °C. Chemický výbuch přibližně 70–80 tun směsi rozptýlil asi 20 M Ci radioaktivity do výšky 1 km, z čehož asi 90 % dopadlo v nejbližším okolí a zhruba 2 MCi se rozptýlilo na několik stech čtverečních kilometrech ve "východouralské radioaktivní stopě" směrem na severoseverovýchod.
Havárie je považována za třetí nejrozsáhlejší radiační havárii ve světovém měřítku (předčily ji pouze černobylská havárie a Havárie elektrárny Fukušima I). Během rozvoje havárie a její likvidace bylo ozářeno několik tisíc lidí. Pro likvidaci havárie byli ve velké míře použiti příslušníci ozbrojených složek. Tato praxe se později aplikovala při řešení černobylské havárie.

## Galerie ze stavby úložiště radioaktivního odpadu

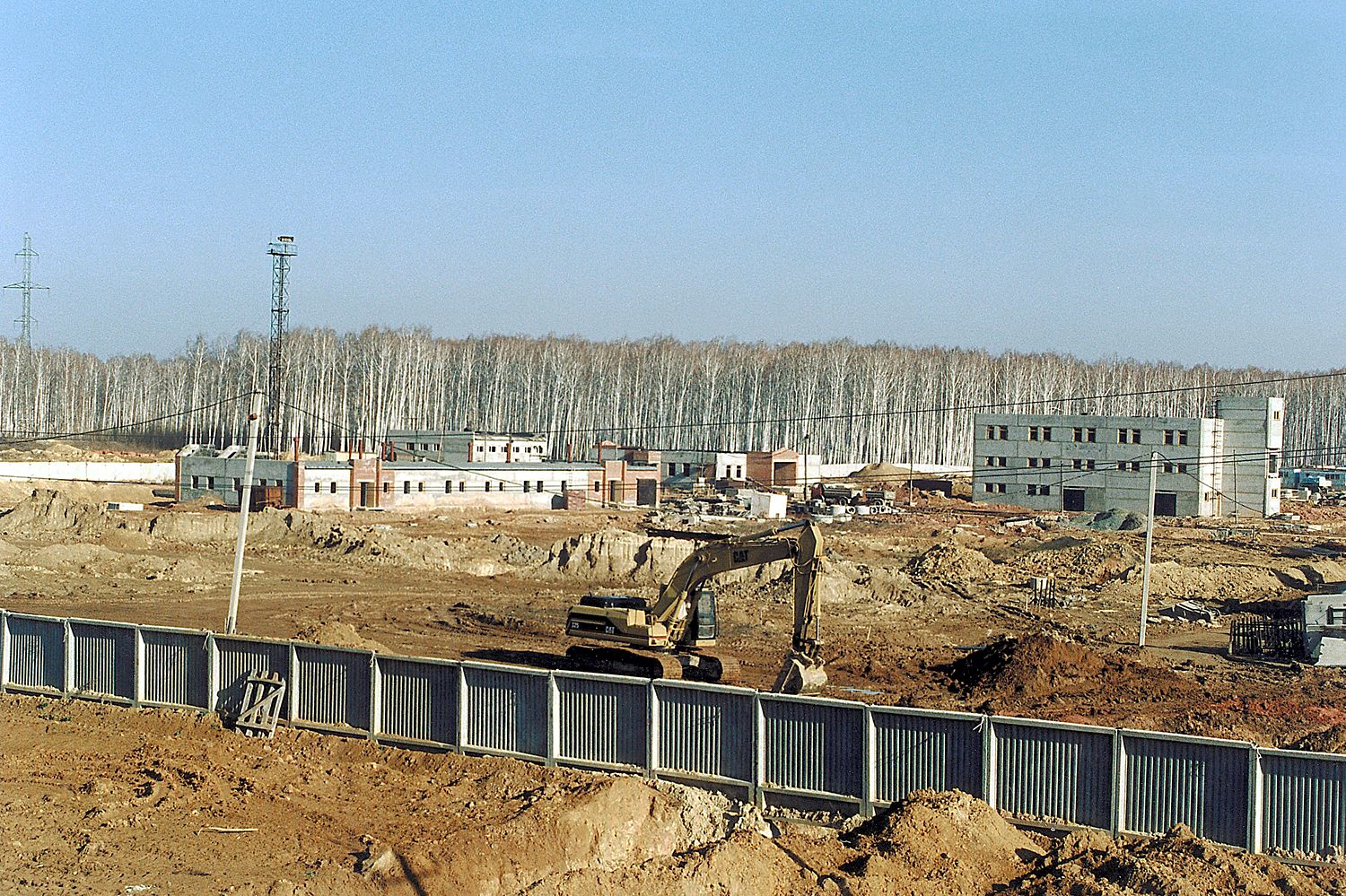
Správní budovy
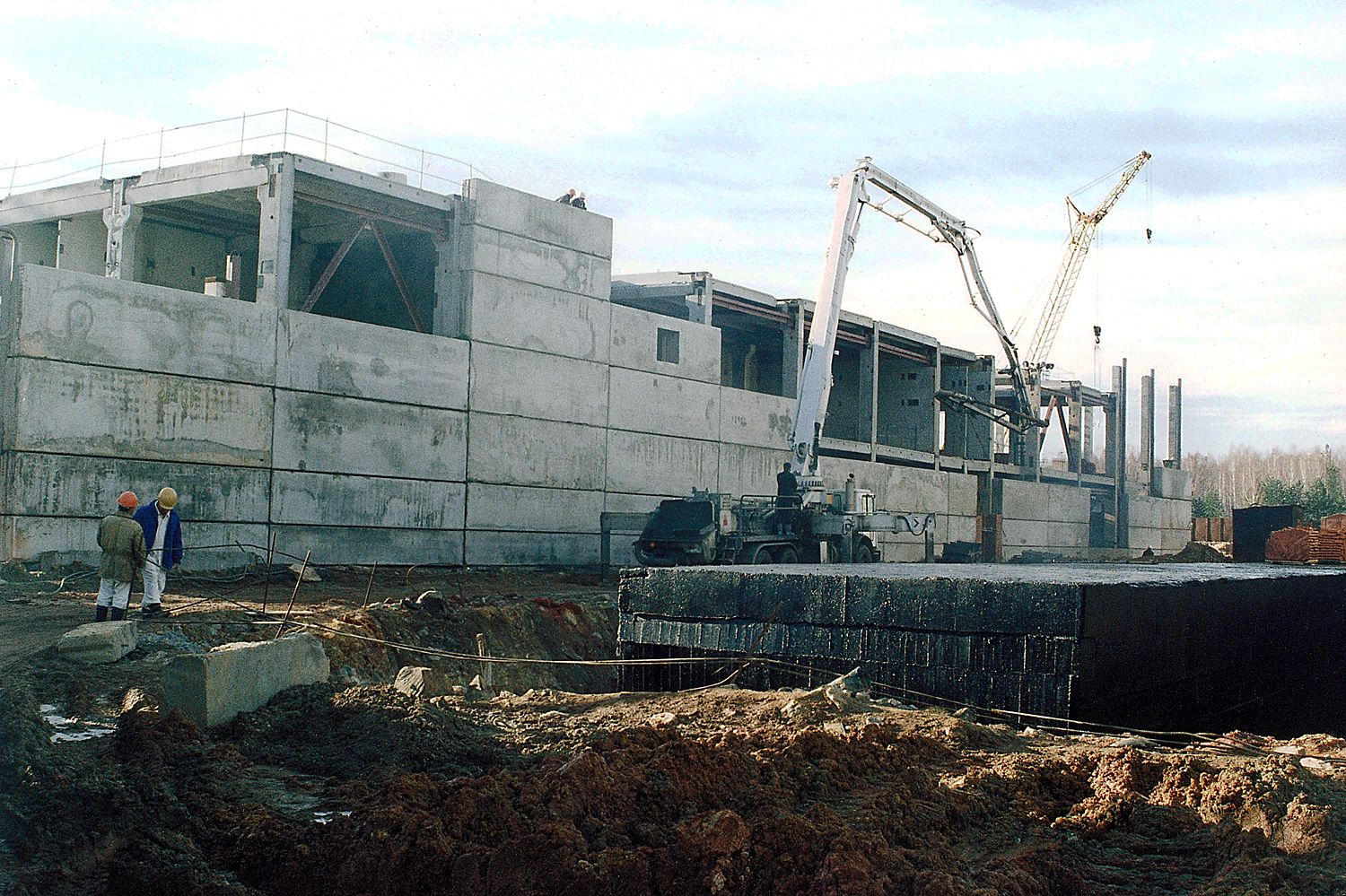
Zařízení pro odvětrávání s větracím tunelem
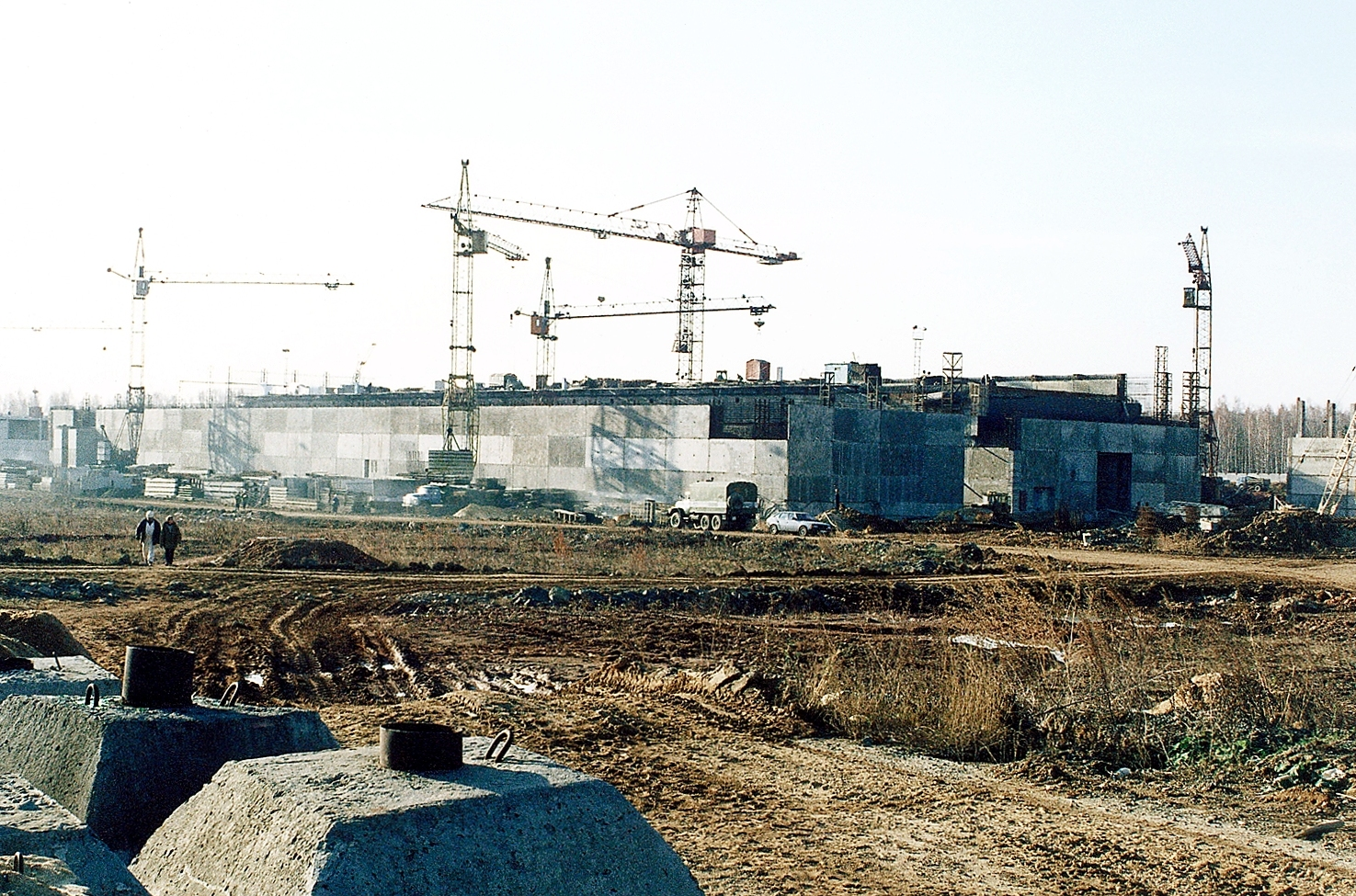
Skladiště
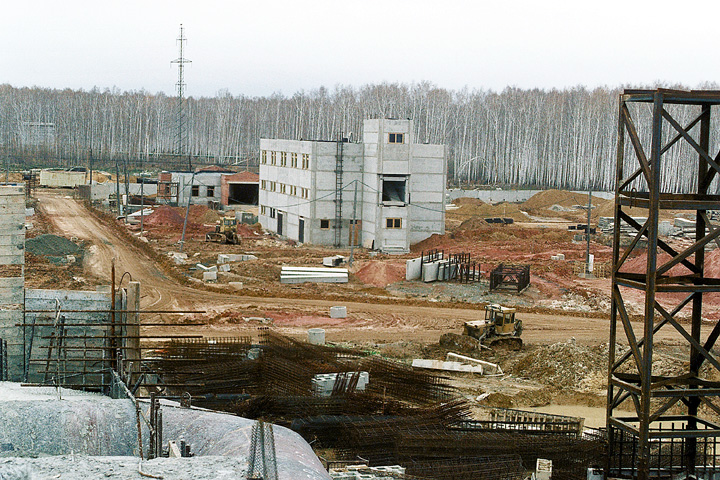
Správní a bezpečnostní budovy